# 山迪普·庫瑪爾 (射箭運動員)
山迪普·庫瑪爾（英語：Sandeep Kumar，1988年10月20日—），是一名印度的男子射箭運動員。